# Gens Papiria
La gens Papiria fu un'antichissima famiglia patrizia romana, di origine autoctona. Fu sicuramente ricompresa nelle cento gentes originarie ricordate dallo storico Tito Livio.

## Origine e territorio
La sua remota antichità è anche desumibile dal rapporto di omonimia con una delle antiche tribù rustiche di Roma, la Tribù Papiria, che comprendeva nel Lazio Cori, Tuscolo, Narni e Sutri, Castro Nuovo nel Piceno (Giulianova), Ticinum (Pavia), Belluno, Oderzo e Trento nel Trentino

## Storia
La gens Papiria rivestì un ruolo di primissimo piano già verso la fine della Monarchia; infatti nel VI secolo a.C. troviamo un Sesto Papirio che fu autore di un'importante raccolta di leges regiae. 
Un ramo della gens Papiria assunse il cognomen di Cursor, evidentemente allusivo ad una particolare abilità nella corsa che contraddistinse uno dei suoi membri.
Altri rami della grande gens Papiria furono i Carvetus, i Crassus, i Mugillanus. La gens Papiria divenne particolarmente importante in età repubblicana, ed i suoi membri ricoprirono molte magistrature, ed in particolare ascesero al Consolato per ben 35 volte.

## Membri della gens
Tra i molti illustri personaggi della gens Papiria ricordiamo:
- Gaio Papirio: Pontefice massimo nel 509 a.C. che alcuni identificano con l'autore giurista Sesto Papirio;
- Sesto Papirio: giurista del VI secolo a.C., curò un'importante raccolta di leges regiae, che venivano proposte dal Re ed approvate dai comizi curiati. Il loro contenuto peraltro attiene prevalentemente alla materia dello Ius sacrum, ovvero ad un coacervo di regole di costume e di tipo sacramentale di chiara elaborazione sacerdotale, legate all'arcaica dimensione sacra del potere regio. Nell'età di Cesare un Granio Flacco compose un commento al corpus di Papirio;

- Marco Papirio Carveto: console nel 458 a.C., ma venne poi sostituito dal dittatore Cincinnato;

- Marco Papirio: senatore e personaggio semileggendario la cui fama è legata all'episodio del sacco di Roma del 390 a.C.;

- Marco Papirio Crasso: console nel 441 a.C.;

- Lucio Papirio Crasso: console nel 436 a.C. e nel 430 a.C.;

- Lucio Papirio Mugillano: console nel 427 a.C., tribuno militare con potestà consolare nel 422 a.C.;

- Marco Papirio Mugillano: tribuno militare con potestà consolare nel 418 a.C. con Lucio Sergio Fidenate, della gens Sergia e Gaio Servilio Axilla. Fu nuovamente tribuno militare  nel 416 a.C. con Aulo Sempronio Atratino, Quinto Fabio Vibulano Ambusto, della gens Fabia, e Spurio Nauzio Rutilo. Con quest'ultimo fu anche console nel 411 a.C.;

- Lucio Papirio Cursore, IV secolo a.C.: il personaggio più eminente della gens Papiria: dal 326 al 309 a.C. fu cinque volte console e due volte dittatore; nella prima dittatura (325 a.C.) combatté vittoriosamente contro i Sanniti, e l'anno successivo ne celebrò il trionfo. Fu un generale inflessibile, tanto che durante la campagna sannitica mise sotto accusa di grave insubordinazione il comandante di cavalleria Quinto Fabio Massimo Rulliano della gens Fabia, in quanto avrebbe attaccato battaglia senza attendere il suo ordine. Papirio giunse a chiedere la condanna a morte del pur valoroso magister equitum, ma le preghiere del popolo romano lo indussero infine a concedere la grazia;

- Lucio Papirio Cursore: III secolo a.C., figlio del precedente, due volte console, importante generale durante la terza guerra sannitica;

- Gaio Papirio Carbone: oratore e uomo politico, floruit II secolo a.C.;
- Marco Papirio Carbone: pretore nel 114 a.C.;[1]

- Gneo Papirio Carbone: console nel 113 a.C.;

- Gneo Papirio Carbone: console nell'85 a.C.;
- Gaio Papirio Carbone; pretore nel 62 a.C.;